# Daphné Barak-Erez
Pour les articles homonymes, voir Barak et Erez.

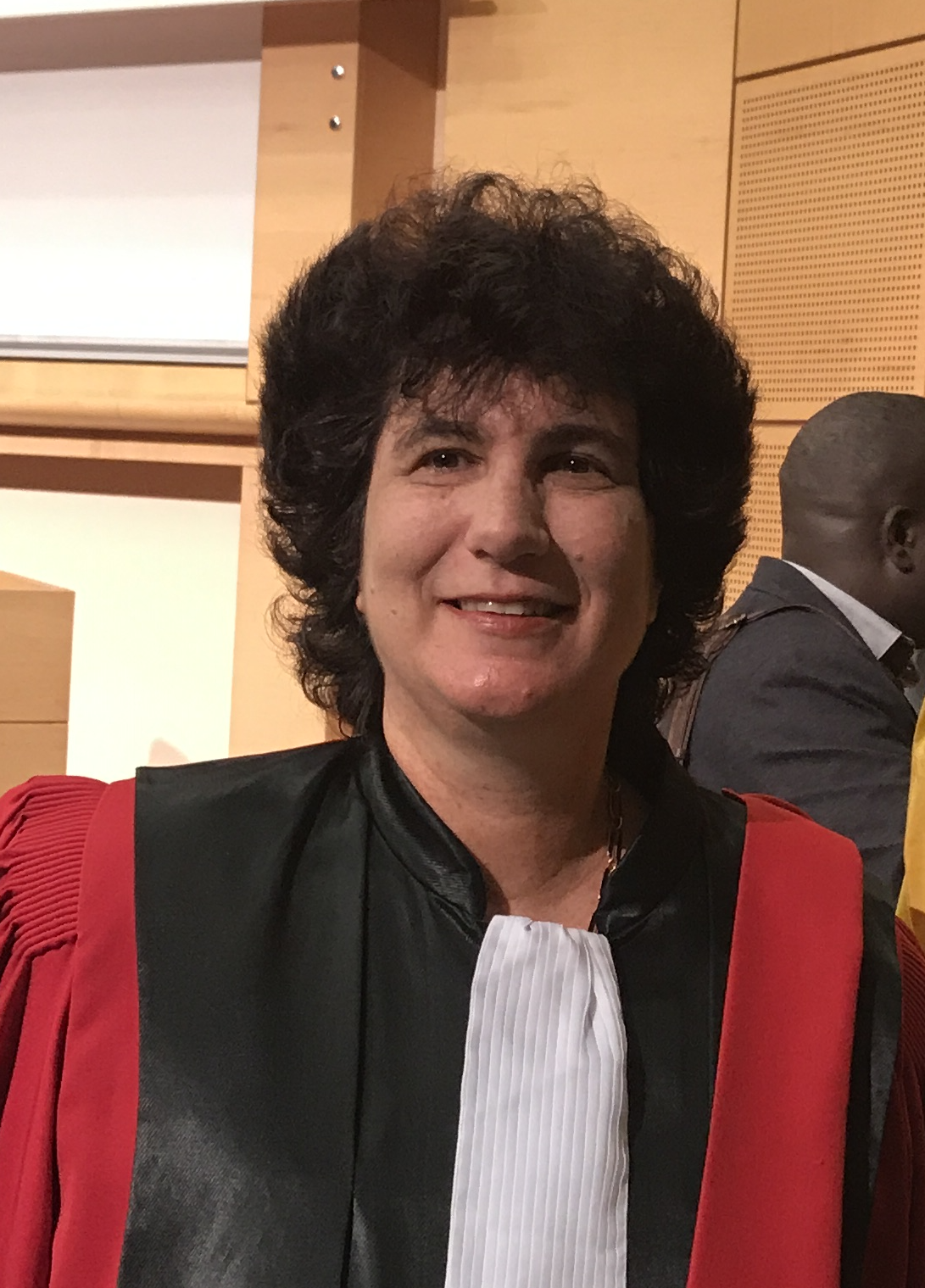
Daphné Barak Erez lors de la remise de son diplôme de docteur Honoris Causa à Sciences-Po, décembre 2017

Daphné Barak-Erez (en hébreu: דפנה ברק-ארז; née le 2 janvier 1965) est une juriste et professeur de droit israélienne. Elle est devenue en mai 2012 la plus jeune membre de la Cour Suprême d'Israël.

## Biographie
Daphné Barak est née aux États-Unis, de parents israéliens. Elle a acquis la nationalité américaine de naissance. Après le retour de sa famille en Israel, elle poursuit des études de droit, à l'Université de Tel-Aviv. Elle  renonce à la citoyenneté américaine en mai 2012, comme requis par la loi israélienne, pour accéder à son poste à la Cour Suprême d'Israël.

## Carrière académique
Daphné Barak-Erez a été Doyenne de la faculté de droit de l'Université de Tel Aviv à l'automne 2011. Sa spécialité est le droit constitutionnel et administratif. En 2009, elle fut l'une des derniers candidats sélectionnés pour le poste de procureur général. 
Daphné Barak-Erez a été professeur invitée dans de nombreuses universités (Columbia, Stanford, Duke, UCLA), ainsi que chercheur invité dans de nombreuses institutions (Harvard, Yale, Cambridge, Institut Max Planck).
Elle était membre du Conseil israélien de l'Enseignement Supérieur. Elle a écrit ou édité 20 livres et a publié plus de 130 articles académiques.

## Prix et récompenses
Daphné Barak-Erez a reçu de nombreux prix, parmi lesquels le Zeltner Prize, le Prix de la femme de l'année décerné par la municipalité de Tel-Aviv, et le Prix de la femme de l'année décernée par l'Association Israel Bar. Depuis le 13 décembre 2017,  est docteur Honoris Causa de Sciences-Po.
En novembre 2013, elle a reçu un prix au nom de l'État d'Israël, pour les progrès réalisés dans l'égalité des sexes. Le prix lui a été remis au Parlement européen à Bruxelles